# 羽染達也
羽染 達也（はそめ たつや、1989年5月15日 - ）は、日本の元俳優、元声優。東京都出身。

## 略歴
芸能界に入ったきっかけは、中学3年間、打ち込んでいた部活を引退し、大きな喪失感があったからである。その時。オーディション雑誌を見付けて、家族全員テレビ好きで、羽染も幼いころから芸能界に憧れていたこともあり、思い切って応募してみたという。
成蹊小学校、成蹊中学校・高等学校卒業。成蹊大学法学部法律学科卒業。
以前はトライストーン・エンタテイメントに所属していた。
高校進学と同時に芸能活動を始める。初仕事はTOEICの新聞の広告。
『屍姫 シリーズ』の主人公、花神旺里役でアニメ初出演。そのころは、アニメの仕事ができるとは思っていなかったため、『屍姫』のオーディションの話をくれた時は、戸惑いも大きかった。一方で、新しいことに挑戦するのが好きなため、「絶対やってやろう!」とガムシャラに臨んでいたという。

## 人物
趣味は野球、映画鑑賞、歌、ギター。特技はバスケットボール、スキー、ピアノ。左利きである。

## 出演
太字はメインキャラクター。

### テレビドラマ
- 1リットルの涙（2005年、バスケ部員）
- 黄金の豚-会計検査庁 特別調査課-（2010年、介護士）
- 獣医ドリトル（2010年、石原健）
- 10年先も君に恋して（2010年、サトシ）
- 大切なことはすべて君が教えてくれた（2011年、橋本達也）

### 映画
- 東京大学物語（2006年）
- ハンサム★スーツ（2008年、高校生カップル）
- 生きてるものはいないのか（2012年）

### テレビアニメ
- 屍姫 シリーズ（2008年 - 2009年、花神旺里）- 2シリーズ
- ポケットモンスター ダイヤモンド&パール（2010年、ナツヤ）
- ポケモンレンジャー 光の軌跡（2010年、ナツヤ）
- RAINBOW-二舎六房の七人-（2010年、横須賀丈 / ジョー）

### CM
- IB&O-HARA専門学校
- KIRIN「茶来」
- コカコーラ「ファンタ」
- TOEIC

### DVD
- 経済産業省・インターネット安全教室

### 舞台
- お別れの日（マサヒコ）
- ジパング ファンタジオーソ